# Nem loptam én életemben (dal)
A Nem loptam én életemben kezdetű csárdást Szabadi Frank Ignác komponálta Margit csárdás című művében 1856-ban. Szövegét K. Csapó Dániel írta 1846-ban.
Hasonló szövegkezdettel, más dallammal Bartók Béla gyűjtött egy népdalt Újszászon 1918-ban. A dalnak/szövegnek másféle változatai is vannak.
Feldolgozás:
| Szerző        | Mire           | Mű                                        |
| ------------- | -------------- | ----------------------------------------- |
| Farkas Ferenc | ének, zongora  | 50 csárdás, 15. kotta                     |
| Ludvig József | tangóharmonika | Kicsiny falu, ott születtem én, 12. oldal |

## Kotta és dallam
Nem loptam én életemben,

csak egy csikót Debrecenben,

mégis rámverték a vasat,

babám szíve majd' meghasadt.

## Felvételek
- Nem loptam én életemben. Melis György  YouTube (2012. március 22.)  (Hozzáférés: 2016. május 5.) (audió)
- Székvárosi halastó ..., Nem loptam én ... Ifjú Muzsikás együttes  YouTube (2009. szeptember 13.)  (Hozzáférés: 2016. május 5.) (videó) 0:55–2:39.
- Nem loptam én életembe'. Fonó Zenekar  YouTube (2014. július 27.)  (Hozzáférés: 2016. május 5.) (audió, fényképsorozat)
- Nem loptam én életemben. A Két "Zsivány"  YouTube (2009. december 1.)  (Hozzáférés: 2016. május 5.) (videó)
- Nem loptam én életemben. L'Amour együttes  YouTube (2011. június 10.)  (Hozzáférés: 2016. május 5.) (audió) 1:07-ig.
- Nem loptam én életemben. Flört  YouTube (2015. október 15.)  (Hozzáférés: 2016. május 5.) (audió) 1:43-ig.